# Stazione di Priverno-Fossanova
La stazione di Priverno-Fossanova è una stazione ferroviaria di diramazione posta sulla linea Roma-Napoli via Formia ove questa interseca la più antica ferrovia Velletri-Terracina oggi in gran parte dismessa.
Deve il nome all'omonima vicina abbazia cistercense dove morì san Tommaso d'Aquino. Il borgo abbaziale e la stazione ferroviaria ricadono nel territorio comunale di Priverno, da cui il nome della stazione, che la distingue da quella di Priverno oggi abbandonata, situata 4 km più a nord lungo la ferrovia Velletri-Terracina.
In direzione Napoli parte anche la diramazione per Terracina, chiusa dal 2012 in conseguenza di una frana. Mentre in direzione Roma parte anche la diramazione (abbandonata) per Priverno, che fino agli anni sessanta proseguiva per Sezze e Velletri.
Nonostante la distanza dai centri abitati il traffico passeggeri è notevole, grazie ai numerosi autoservizi che la collegano a Priverno, Pontinia, Sabaudia, Sonnino, San Felice Circeo e Roccasecca dei Volsci, nonché alla tratta ferroviaria locale proveniente da Terracina.

## Servizi
La stazione dispone di:
- Biglietteria automatica
- Bar
- Sottopassaggio